# 권태순
권태순(權泰順, 1922년 2월 5일 ~ 1951년 2월 12일) 장군은 1922년 2월 5일 강원도 강릉에서 태어났으며, 육사2기생으로 1946년 소위로 임관한 뒤 보병 제8사단 10연대 2대대장 시절 오대산 지역에 침투해 게릴라 활동을 펼치던 북한군 유격대를 섬멸하는 전공을 세웠다.
1950년 6․25전쟁 당시에는 보병 제8사단 작전참모로서 조국수호의 마지막 보루였던 낙동강 방어선 영천전투에서 성공적인 작전을 수행하여 전세를 역전시키고 반격해 38선을 돌파하여 회천을 점령하고 압록강 부근까지 진격하였으며, 1950년 12월 15일 대령으로 진급하여서 춘천 내평리에서 양동작전으로 적 연대를 섬멸하는 등 많은 전공을 세웠다. 8사단 10연대장 권태순 대령은 전쟁의 전환점인 횡성전투 UN ROUND UP작전에서 중공군의 인해전술을 방어함으로써 공세로 전환하는 계기를 만들고 1951년 2월 12일 장렬히
전사 하셨다.

## 생애

### 생애 초반
1922년 2월 5일 강원도 강릉에서 태어났다.

### 생애 중반
1946년 9월 조선경비사관학교(육군사관학교의 전신) 2기생으로 입학하여 3개월간의 단기 과정을 마치고 1946년 12월 14일에 졸업했다. 교육 기간 중 동기 69명이 탈락하고 최종 194명이 졸업하였으며 군번은 관례에 따라 성적순으로 받았다. 1등은 신재식(군번 10164)이었고 박정희(군번 10166)는 3등, 권태순(군번 10176)은 13등이었다.
졸업 후 대한민국 육군 소위로 임관한 권태순은 춘천에 있던 8연대로 발령받았다. 8연대는 1947년 2월 미군이 38선 경비업무를 일부 이관하면서 다섯 곳에 경비초소를 설치하게 되었다.

#### 1948년 10월 20일~1950년 6월 25일
한국전쟁 발발 전까지 8사단 10연대 2대대장으로 오대산·태백산지구에서 게릴라 활동을 벌이던 북한군 유격대 토벌 작전에서 전공을 세웠다. 8사단은 육본 일반명령 제26호에 따라 10보병연대를 기반으로 1949년 6월 20일 강원도 강릉시에서 창설되었다.

### 생애 후반
권태순은 8사단 소속으로 1950년 6월 25일 발발한 한국전쟁에 참전했다.

#### 1950.7.8.~7.12 충북 단양 전투
적의 무전 교란으로 잘못 전달된 이동 명령 때문에 제천에서 대구로 이동했던 8사단이 다시 북진하여 단양에서 남한강을 사이에 두고 북한군과 대치했다. 사단 작전참모였던 정진 소령이 대구 이동의 책임을 지고 물러나고 권태순 중령이 후임으로 교체되었다. 
작전참모 권태순 중령이 작전계획을 성안하고 있었는데 첩보대로부터 긴급보고가 들어왔다. 매포초등학교에 북한군의 사단 전방 지휘소가 추진되고 그 부근에 소수의 경계 병력만이 있을 뿐이고 주력은 제천에서 남침준비를 서두르고 있다는 것이다. 
첩보를 확인한 사단장 이정일 대령은 7월 6일 단양에 진출해 북한군의 사단 전방 지휘소를 기습하여 적의 간담을 서늘케 했다. 하지만 8일 야간부터 강행된 북한군의 도하로 치열한 격전을 벌였다. 
본격적인 전투가 벌어지자 8사단은 병력과 화력의 열세로 후퇴해야만 했다. 사단 주력이 풍기 지역까지 철수하기에 이르자 사단장은 작전참모 권태순 중령과 제10연대 부연대장 조원영의 건의를 받아들여 북한군에 대한 양동(陽動)을 시도했다. 모든 차량을 죽령 동남단에서 영주까지 헤드라이트를 켠 채로 밤새도록 운행하게 하여 사단이 영주로 계속 철수하는 것으로 오인하도록 한 것이다. 그러는 동안 10연대와 21연대는 풍기 시내 초등학교에서 휴식을 취하도록 하고 다가올 일전을 준비했다.
단양 전투는 개전 초기 다른 전선에서는 찾아보기 어려운 반격까지 하고 봉우리에서 봉우리로 축차로 물러서는 지연전을 벌여 5일 동안 국군의 전선을 지탱해준 의미 있는 전투였다. 이로 인해 초조해진 북한군 제2군단장 김무정은 충주 공략에 투입된 북한군 제12사단을 이곳으로 전용하게 된다.

#### 1950.9.5~9.13 경북 영천 전투
9월 5일 북한군 15사단의 주력부대가 아군의 방어선을 뚫고 영천 읍 동쪽 1km까지 침투하자 이성가 8사단장은 대전차 공격대대와 7사단 8연대 2개 대대를 증원했다. 대전차 대대와 8연대는 5시간에 걸친 격전 끝에 적을 조교동 쪽으로 후퇴시켰다. 
다음날 조교동으로 밀려난 적이 병력을 증원받아 영천 읍내로 침입했다. 8사단의 작전참모인 권태순 중령은 조교동 부근을 지키고 있던 대전차 공격대대와의 통신이 끊긴 것을 알고 직접 전황을 파악하기 위해 지프에 올랐다. 하지만 조교동으로 가는 도중에 적의 습격을 받아 차를 돌려야 했다. 
사령부로 되돌아온 권태순 중령은 사단장에게 사태의 긴박성을 보고했다. 전황을 파악한 사단장은 즉시 사단 지휘소를 오수동으로 이동시킨 다음 사단본부중대 병력까지 동원하여 금호강 제방에 배치했다. 그리고 작전참모 권태순 중령에게 “하양에 가서 군단장에게 상황을 보고하고 증원부대를 요청하라!” 고 지시했다. 
영천이 함락되었다는 보고를 받고 8사단 사령부를 찾은 유재흥 2군단장은 때마침 도착한 증원부대를 포함한 병력을 직접 지휘하며 영천 읍내로 돌입했다. 영천 쟁탈전은 9월 6일부터 8일까지 3일간 3회의 진공전이 있었고, 나머지 기간에는 영천 북방과 남방에서 치열한 전투가 벌어졌다. 
영천 전투는 국군 제2군단 예하 제7사단과 제8사단이 영천을 점령하려던 북한군 제15사단을 9일간의 치열한 공방전을 통해 격퇴하고 영천을 확보한 전투이다. 국군이 수세에서 공세로 이전하는 전환점이 된 영천지구 전투는 북한의 제15사단이 치명적인 타격을 입고 물러나는 계기가 되었을 뿐만 아니라 낙동강 방어선을 고수하고 국군이 총공세를 단행할 수 있는 발판을 마련한 의미 있는 전투였다.

#### 1950.9.28 서울 수복
대한민국 국군과 국제연합군은 1950년 9월 28일에 서울을 수복(收復)했다. 서울 수복 3일만인 10월 1일에는 국군이 38선을 넘었고, 10월 19일 국군과 연합군은 평양 주변에 남은 북한군의 저항을 격파하고 평양을 점령하였다. 이때 중공군이 한국전쟁에 개입했다. 
1950년 10월 24일~10월 30일 평안북도 운산군 온정리에서 첫 전투를 치른 중공군은 11월 26일부터 인해전술로 본격적인 대공세를 시작 제2차 청천강 전투에서 대승했고, 이 전투에서 중공군이 승리함으로써 국군과 연합군은 1950년 12월 4일 평양에서 철수해야만 했다.
권태순 중령이 소속되어 있던 8사단도 1950년 10월 8일 38선 돌파하여 평안북도 희천까지 진격했으나 중공군에게 밀려 눈물을 머금고 후퇴했고, 국군과 연합군의 평양·38도선 철수작전을 함께했다.

#### 1950.12.1~12.4 평양·38도선 철수작전
평안북도 희천에서 후퇴를 시작한 8사단은 평안남도 강동을 거쳐 삼등 부근으로 철수해 흑령산 일대를 점령하고 북한군 패잔병 격멸을 기도했다. 한편 미 2사단이 평안남도 평성에서 평양 북쪽으로 철수하자 삼등에 있던 8사단 10연대장 대리 권태순 중령은 평양시 율리(현 평양시 동대원구역 율동)로 이동했고 21연대는 황해북도 신계로 철수했다.
12월 3일 평양 동북방이 적의 수중에 들어가고 방어선이 무너지기 시작하자 미 8군은 공군의 지원을 받으며 전면적인 지상병력의 철수를 시작했다. 이후 권태순 중령이 이끄는 10연대는 1개 중대 규모의 북한군 유격대를 교전 끝에 격멸하고 철원 군탄리로 철수했다.

#### 1951.1 전황
1950년 12월 31일~1951년 1월 8일 종료된 3차 공세의 성공에도 불구하고 중공군 사령관 펑더화는 열악해지는 보급선 때문에 고심 중이었다. 반명 유엔군 사령부는 정체를 알 수 없는 적에 의해 야기된 공포심에 압도당한 상태였다. 리지웨이 연합군 최고 사령관 이 분위기를 뒤집을 필요를 느꼈다.
리지웨이는 중요 거점인 원주를 방어하고 본격적인 반격을 계획하기 전 중공군의 능력을 시험해 보기 위해 울프하운드 작전(Operating Wolfhound)을 먼저 실행했다. 이 작전을 통해 취합한 정보를 토대로 1951년 1월 26일 썬더볼트 작전(Operating Thunderbolt)을 개시했다. 미 1군단과 9군단이 한강의 남쪽까지 어깨를 나란히 하고 조심스럽게 진군했다. 이후 후방에서 부대를 증원하여 서서히 규모를 늘려나갈 생각이었다.
아군이 본격적인 반격작전에 나서게 된 배경에는 울프하운드 작전을 통해 중공군의 보급 상태에 대한 정확한 계산이 결정적 힘이 되었다. 중공군 공세는 8일간 지속한 뒤 1개월 동안 중단되었는데 이는 전투병이 휴대할 수 있는 보급품이 1주일 정도에 불과했기 때문이었다.

#### 1951.2.5. 라운드업 작전 개시
이에 맞춰 동부전선의 알몬드 미 10군단장은 라운드업 작전(Operating Round Up)을 준비했다. 홍천을 탈환하기 위한 주력 부대는 미 10군단의 통솔을 받는 국군 3, 5, 8사단이었다. 이때 주공(主攻)은 횡성과 홍천 축선을 따라 공격하는 8사단이 맡았다. 
최영희 8사단장은 군단의 작전명령을 받고 사단 작전계획을 세웠다. 지휘 하의 3개 연대 중에서 2개 연대를 나란히 전진시키고 1개 연대를 예비로 하는 내용이었다. 하지만 알몬드 군단장은 1개 연대를 예비로 한 공격계획을 거부했다. 
“예비대 없이 전면 공격을 단행하도록 하라.” 
“적정도 오리무중인데 전 병력을 투입하는 것은 자살행위에 가깝습니다!”
“상관없다!”
알몬드는 최영희 사단장의 항의를 받아들이지 않았다. 결국, 국군 8사단은 상부의 작전의도나 적정도 모른 채 불 속으로 뛰어들게 되었다.
2월 5일 라운드업 작전이 개시되자 8사단은 하갑청 대령의 21연대를 오른쪽에, 권태순 대령의 10연대를 중앙에, 이존일 대령의 16연대를 왼쪽에 배치하고 진격을 시작했다. 10연대는 홍천과 용두리 사이에 있는 양덕원리(陽德院里)로 향했다. 
2월 8일 10연대는 성지산 동남쪽에 당도했다. 하지만 대기하고 있던 북한군 제7사단에 막혀 더 이상 전진할 수가 없었다. 교착상태에 빠진 전선은 2월 10일까지도 별다른 진척이 없었다. 이곳은 중공군에게도 사활이 걸린 요충지였기 때문에 전력을 다해 방어하고 있었다. 그리고 2월 11일 마침내 중공군의 2월 공세가 시작됐다.

#### 1951.2.11~2.12 강원 횡성전투
4차 공세(2월 공세)를 시작한 중공군은 횡성을 선택했다. 
2월 11일 국군 8사단의 각 연대 정면에 중공군이 나타났다는 보고가 날아들기 시작했다. 최영희 사단장은 알몬드 군단장에게 전선을 후방으로 내려서 방어 태세를 취하는 것이 좋겠다고 건의했다. 하지만 알몬드는 미 8군 사령부나, 도쿄의 맥아더 사령부로부터 아무런 연락도 받은 적이 없었기에 8사단장의 건의에 흥미를 느끼지 못했다. 그러나 중공군 대 병력이 이미 중부전선에 전개된 상태였다. 
권태순 연대장의 10연대가 추진한 성지산 전방 양덕원리 부근에는 한선초 장군의 중공군 제40군 3개 사단(제118, 제119, 제120)이 집결해 있었다. 
2월 12일 02:00 중공군은 일제히 포문을 열고 전방으로 돌출된 8사단을 덮쳤다. 양덕원리에 집결해 있던 중공군 제40군이 갈기산을 넘어 권태순 대령의 10연대를 향해 밀어닥쳤다. 동시에 중공군 제66군은 21연대를, 중공군 제39군은 16연대를 공격했다. 8사단 3개 연대를 각각 1개 사단 병력의 중공군이 일제히 공격해 온 것이다. 북한군과 함께한 중공군과 8사단의 병력 비율은 7.3:1로 압도적인 열세였다. 

중앙에 배치됐던 10연대는 사단 사령부와 통신이 끊긴 채 파도처럼 밀려드는 중공군에게 완전히 포위되고 말았다.
각 대별로 횡성으로 탈출하라!
10연대장 권태순 대령은 살아남은 부대원들에게 탈출명령을 내린 후 자신은 지휘 실책을 통감하고 자결을 선택했다. 일부에서는 적탄에 전사했다고 하나 호위병 이재영중사의 증언에 의하면 부하들에게 탈출명령을 한 후 비행기 공습으로 피신후 총소리를 듣고 돌아와 보니 연대장과 부연대장이 쓰러저 있어서 부연대장과 마주 서서 서로 사격한 것으로 생각했다고 한다.
10연대장 권태순 대령과 그의 참모 전원은 이곳에서 전사하거나 행방불명되었다. 연대장의 전사로 10연대가 궤멸하기 시작하자 오른쪽 대삼마 고개에서 격전을 치르던 21연대가 뿔뿔이 흩어지며 후퇴했고, 고립된 16연대 역시 중공군의 공격을 받으며 후퇴했다.
중공군 4개 사단에 포위된 국군 8사단은 횡성 서북쪽에서 와해했다. 흩어진 국군 8사단 부대 대부분은 산악지대에서 포위당하여 시간이 흘러가면서 전사하거나 포로가 되었고 극히 일부만이 안전한 길을 찾을 수 있었다.
2월 13일 낙오병 수집 선이 설치되었고 알몬드 군단장은 집결한 8사단을 제천 서쪽 주포리에 군단 예비대로 이동시켰다. 8사단의 남은 병력은 263명의 장교와 3,000여 명의 병사가 전부였다. 더구나 그중 반 이상이 사단본부에서 근무하는 부대원들이었다. 전사했거나 행방불명된 장교의 수는 323명이었다. 그중에 10연대장 권태순 대령도 포함되어 있었다.
미군은 국군과 미군의 수많은 장병이 전사한 횡성 서북쪽의 협곡을 학살의 골짜기(Massacre Valley)라고 불렀고 당시에는 이 전투가 알려질 경우 장병들의 사기와 참전국의 여론이 나빠질 것을 우려해 보도관제를 취했다.
리지웨이 사령관은 8사단의 희생을 밟고 횡성으로 밀려드는 중공군의 대병력을 저지하는 한편 지평리 전투에서 반격작전에 성공했다. 중공군은 30,000~40,000명의 손실을 내고 2월 공세는 실패하고 말았다.

## 사후
호위병 이재영 중사가 현지에서 가매장하고 1개월여후 8사단이 병력을 증강하기 위하여 대구에서 제편성중 당시10연대장 정강대령의 지시로 시체를 찾아 대구에서 화장하였다.
강릉시에서 장례식을 하고 강릉시 운산면 묘소에
안장되었다.

### 현충원 안장
1970년 4월 14일 서울 동작동 현충원으로 이장
안장되었다. 배위 박순남.1999.9.18.합장
현충원 안장 정보
| 장성명         | 권태순     | 계급       | 준장       | 군번       | 10176      |
| 신분           | 육군장군   | 사망일자   | 1951-02-12 | 사망장소   | 강원 횡성  |
| 소속           | 8사단      | 안장일자   | 1970-04-14 | 안장장소   | 서울 안장  |
| 묘역/묘판/묘비 | 제1장군-40 | 제1장군-40 | 제1장군-40 | 제1장군-40 | 제1장군-40 |

### 권태순장군 충혼비건립
강릉시 초대시장 최돈영이 이승만 대통령의 뜻을
받들어 1957년12월10일 강릉시 노암동 671-1
번지에
"권장군이여!
인류의 평화와 자유의 역족인 공산도배들이 평화롭던 이강산을 피로서 물들이고 조국의 가뿐숨이 일각을 다툴때에 장군의몸이 방패가되어 우리민족을 살렸도다. 여기 장군의 빛나는 충혼을 천추만대에 전하고자 이돌을 깍아 세우나니 비록 이비석은 모래알이 될자라도 장군의 위대한 공훈은 해와 달로 더불어
길이 빛나리라"
라는 비문을 새겨 권태순 장군 충혼비를 건립하였다.

### 귄태순장군 전공비건립
강원도지사 박종성 강릉시장 이창석이 1974년
10월26일 장군의 전공을 후세에 알리고자 강릉시 남산공뭔에 권태순 장군 전공비를 건립하였다.

### 권태순 장군 동상 건립
2012년 10월에 권태순 장군의 빛나는 전공을 후세에 널리 알리기 위해 강릉시 강동면 안인진리에 위치한 강릉통일공원에 높이 5.8m의 권태순 장군 동상을 건립됐다.

### 권태순 장군 홀 명명
2015년 3월 19일 강릉보훈지청 청사 3층에서 호국영웅 현판식을 거행했다. 기존 청사 대회의장을 권태순장군 홀이라는 의미있는 이름으로 변경하고 호국영웅과 관련된 전시물을 게시하여 개방하고 있다.
이외에 영천대첩 다부동 전투에 참전 전적지 비문에 등재되어 있다.